# Обыкновенный подкаменщик
Обыкновенный подкаменщик, или европейский обыкновенный подкаменщик, или широколобка, или обыкновенный бычок-подкаменщик (лат. Cottus gobio) — вид пресноводных лучепёрых рыб семейства рогатковых.

## Описание
Европейский обыкновенный подкаменщик длиной до 18 см, обычно около 10 см, самцы крупнее самок. У него веретенообразное тело, большая, широкая голова (у самки она заострённая), гладкая кожа без чешуи и редуцированный плавательный пузырь. Его брюшные плавники расположены на груди. Часто рыбу путают с бычком-цуциком. В то время как у подкаменщиков, как и у большинства рыб, они разделены, у бычка-цуцика они сращены друг с другом, образуя похожий на присоску орган. Продолжительность жизни до 10 лет.

## Распространение
Европейский обыкновенный подкаменщик обитает в проточных водоёмах Европы на высоте до 2 000 м над уровнем моря и в прохладных озёрах. Вид требователен к качеству воды, ему необходима высокая концентрация кислорода и скорее низкая температура воды. Обитает на каменистом дне.

## Образ жизни
Рыба плохо плавает и поэтому рывками передвигается с широко расставленными грудными плавниками над дном. Эта донная рыба активна ночью. Днём она неподвижна и почти незаметна на каменистом грунте, укрываясь между камнями и растениями.
На подкаменщика часто охотятся форель и налим.

## Питание
Подкаменщик питается мелкими донными животными, такими как личинки насекомых и гаммарус (Gammarus pulex), реже икрой, личинками и молодью других рыб, чаще всего гольяна, колюшки, форели, потому как эти рыбы наиболее частые его соседи по водоему.

## Размножение
Нерест происходит в период с февраля по май. Самец строит яму под камнями, в которую самка мечет икру. Самец охраняет гнездо, до тех пор, пока через 4—5 недель не появятся мальки.

## Охрана
Обыкновенный подкаменщик внесён в Красную книгу РФ.